# Rafik Guitane
Rafik Guitane (Évreux, 26 maggio 1999) è un calciatore francese, centrocampista o attaccante dell'Estoril Praia.

## Caratteristiche tecniche
Nato come trequartista, può anche ricoprire il ruolo di esterno ed ala destra, e all'evenienza anche la mezz'ala.

## Carriera

### Club
Cresciuto nel settore giovanile del Le Havre, ha esordito in prima squadra il 4 dicembre 2016 disputando l'incontro di Coppa di Francia vinto 4-0 contro il Saint-Colomban Locminé, e trovando subito la prima rete fra i professionisti.

### Nazionale
Ha giocato nelle nazionali giovanili francesi Under-17 ed Under-19.

## Statistiche

### Presenze e reti nei club
Statistiche aggiornate al 4 febbraio 2024.
| Stagione             | Squadra              | Campionato           | Campionato | Campionato | Coppe nazionali | Coppe nazionali | Coppe nazionali | Coppe continentali | Coppe continentali | Coppe continentali | Altre coppe | Altre coppe | Altre coppe | Totale | Totale | Totale |
| Stagione             | Squadra              | Comp                 | Pres       | Reti       | Comp            | Pres            | Reti            | Comp               | Pres               | Reti               | Comp        | Pres        | Reti        | Pres   | Reti   |        |
| -------------------- | -------------------- | -------------------- | ---------- | ---------- | --------------- | --------------- | --------------- | ------------------ | ------------------ | ------------------ | ----------- | ----------- | ----------- | ------ | ------ | ------ |
| 2016-2017            | Le Havre             | L2                   | 0          | 0          | CF+CdL          | 1+0             | 0               | -                  | -                  | -                  | -           | -           | -           | 1      | 0      |        |
| 2017-2018            | Le Havre             | L2                   | 19         | 2          | CF+CdL          | 0               | 0               | -                  | -                  | -                  | -           | -           | -           | 19     | 2      |        |
| Totale Le Havre      | Totale Le Havre      | Totale Le Havre      | 19         | 2          |                 | 1               | 0               |                    | -                  | -                  |             | -           | -           | 20     | 2      |        |
| 2018-2019            | Rennes               | L1                   | 0          | 0          | CF+CdL          | 0               | 0               | -                  | -                  | -                  | -           | -           | -           | 0      | 0      |        |
| 2019-2020            | Rennes               | L1                   | 2          | 0          | CF+CdL          | 0               | 0               | UEL                | 2                  | 0                  | SF          | -           | -           | 4      | 0      |        |
| Totale Rennes        | Totale Rennes        | Totale Rennes        | 2          | 0          |                 | 0               | 0               |                    | 2                  | 0                  |             | -           | -           | 4      | 0      |        |
| 2020-2021            | Marítimo             | PL                   | 26         | 0          | CP+CdL          | 4+0             | 0               | -                  | -                  | -                  | -           | -           | -           | 30     | 0      |        |
| 2021-2022            | Marítimo             | PL                   | 29         | 4          | CP+CdL          | 1+0             | 1+0             | -                  | -                  | -                  | -           | -           | -           | 30     | 5      |        |
| Totale Marítimo      | Totale Marítimo      | Totale Marítimo      | 55         | 4          |                 | 5               | 1               |                    | -                  | -                  |             | -           | -           | 60     | 5      |        |
| 2022-gen. 2023       | Stade de Reims       | L1                   | 1          | 0          | CF              | 2               | 1               | -                  | -                  | -                  | -           | -           | -           | 3      | 1      |        |
| gen.-giu. 2023       | Estoril Praia        | PL                   | 13         | 0          | CP+CdL          | -               | -               | -                  | -                  | -                  | -           | -           | -           | 13     | 0      |        |
| 2023-2024            | Estoril Praia        | PL                   | 20         | 4          | CP+CdL          | 3+5             | 0+2             | -                  | -                  | -                  | -           | -           | -           | 28     | 6      |        |
| Totale Estoril Praia | Totale Estoril Praia | Totale Estoril Praia | 33         | 4          |                 | 8               | 2               |                    | -                  | -                  |             | -           | -           | 41     | 6      |        |
| Totale carriera      | Totale carriera      | Totale carriera      | 110        | 10         |                 | 16              | 4               |                    | 2                  | 0                  |             | -           | -           | 128    | 14     |        |